# Marginaster
Marginaster is een geslacht van zeesterren uit de familie Poraniidae.

## Soorten
- Marginaster capreensis (Gasco, 1876)
- Marginaster patriciae McKnight, 2006
- Marginaster paucispinus Fisher, 1913
- Marginaster pectinatus Perrier, 1881